# Oligodon juglandifer
Oligodon juglandifer este o specie de șerpi din genul Oligodon, familia Colubridae, descrisă de Wall 1909. A fost clasificată de IUCN ca specie vulnerabilă. Conform Catalogue of Life specia Oligodon juglandifer nu are subspecii cunoscute.